# Victoria Kent
Victoria Kent, född 1898, död 1987, var en spansk politiker (socialist).
Hon var parlamentariker 1931–1936 och tillsammans med Clara Campoamor och Margarita Nelken den första kvinnliga parlamentsledamoten i Spanien. Hon valdes till parlamentet därför att kvinnor hade valbarhet trots att de inte hade rösträtt. Hon motsatte sig kvinnlig rösträtt därför att hon hänvisade till att majoriteten kvinnor var så indoktrinerade i den katolska kyrkans konservativa värderingar att kvinnors rösträtt skulle skapa en konservativ slagsida i politiken. 